# Busters
Busters (en coreano: 버스터즈), también conocido desde 2021 como Busters X, es un grupo de chicas de Corea del Sur compuesto actualmente por cinco miembros, formado por Marbling E&M Inc. y JTG Entertainment en 2017.

## Historia
Busters fue formado para promover la próxima serie de TV de Monstergram 'Rangers Power Busters'. Lanzaron su sencillo debut "Dream On" el 27 de noviembre de 2017 e hicieron un retorno con su segundo sencillo "Grapes" el 12 de junio de 2018.
El 26 de enero de 2019, se anunció a través de la cuenta de YouTube oficial de Marbling que Minjung había dejado el grupo. Fue reemplazada por Yeseo desde el final del mes. Liberaron su primer EP "Pinky Promise" el 31 de julio de 2019, marcando el debut oficial de la miembro Yeseo.  El 18 de noviembre de 2019, fue anunciado que Minji había dejado el grupo debido a razones personales.  El 10 de diciembre de 2019,  fue anunciado a través del fancafe oficial de Busters que Jieun se unió el grupo.
El 17 de marzo de 2020, Marbling Entertainment añadió dos miembros nuevos a Busters, Takara y Jeon Minji, haciendo de Busters un grupo de seis miembros. El grupo hizo su retorno con el álbum "Paeonia" en abril del 2020.  El 29 de marzo, Hyungseo publicó una carta en el fancafe oficial anunciando su salida debido a sus deseos de enfocarse en sus estudios.  Chaeyeon no participó en el comeback debido a una agenda conflictiva causada por su posición como MC en ‘Boni Hani.'  El 21 de abril, oficialmente revelaron la fecha del comeback para el 13 de mayo después de liberar el primer conjunto de teasers.
El 6 de agosto de 2020 se informó a través del fancafe oficial que el grupo entraría en hiatus debido al comportamiento de fanáticos extremos (también conocidos como sasaengs). Por otra parte, se anunció que Jisoo, Yeseo y Chaeyeon decidieron dejar el grupo debido a que perdieron interés en el canto debido a los acontecimientos mencionados. El comunicado concluyó finalmente con que hasta el final de las promociones con Jisoo, Yeseo y Chaeyeon el grupo se identificaría como "Busters Beta" (estilizado como "Bustersβ"), mientras que las miembros Jieun, Takara y Minji fueron reorganizadas bajo el nombre de "Power Busters".
El 5 de marzo de 2021 a través de una emisión en directo en V LIVE celebrando el cumpleaños de Jieun, se introdujo a Seira como nueva integrante del grupo.
El 20 de mayo de 2021 se anunció a través de Instagram y V LIVE que MinMin se uniría al grupo. Por otra parte, se informó que bajo esta formación de 5 integrantes (Jieun, Takara, Minji, Seira y MinMin) harían su re-debut bajo el nombre de "Busters X". Sin embargo, el 22 de octubre MinMin dejó el grupo, posteriormente anunciando que la integrante Yunji se uniría a la alineación próxima a debutar.
El 28 de marzo de 2022 se anunció que Busters haría su re-debut con el sencillo "re:Born" el 27 de abril. El 27 de abril, "re:Born" fue lanzado acompañado de un vídeo musical para la canción principal "Futt", y la lista de canciones del álbum sencillo consiste además de "아이야" y "고장난 시계".

## Miembros
Las miembros están listadas en formato de nombres coreanos, a no ser que sean de Japón, en la cual se encuentran listadas en orden occidental y con sus respectivos nombres japoneses y coreanos.
- Jeon Ji-eun (en coreano: 전지은)
- Takara Yasuda (タカラ安田?) (en coreano: 타카라 야스다)
- Jeon Min-ji (en coreano: 전민지)
- Seira Tai (田井星空?) (en coreano: 세이라 타이)
- Lee Yun-ji (en coreano: 이윤지)

### Miembros anteriores
- Cha Min-jung (en coreano: 차민정)
- Kim Min-ji (en coreano: 김민지)
- Myung Hyung-seo (en coreano: 명형서)
- Kang Ye-seo (en coreano: 강예서)
- Kim Chae-yeon (en coreano: 김채연)
- Jung Ji-soo (en coreano: 정지수)
- Minmin (en coreano: 민민)

## Discografía

### EPs
| Título        | Detalles del álbum | Posición más alta en las listas | Ventas       |
| Título        | Detalles del álbum | KOR                             | Ventas       |
| ------------- | --- | ------------------------------- | ------------ |
| Pinky Promise | - Lanzado: 31 de julio del 2019 - Discográfica: Marbling E&M, Genie Music - Formato: CD, descarga digital Lista de canciones 1. Starlight (별헤는밤) 2. Pinky Promise 3. Sour Sweet (새콤달콤) 4. Lucky Lucky 5. TuTuTu (뚜뚜뚜) | 31                              | - KOR: 2,870 |

### Álbumes single
| Título               | Detalles de álbum | Posición más alta en las listas | Ventas       |
| Título               | Detalles de álbum | KOR                             | Ventas       |
| -------------------- | --- | ------------------------------- | ------------ |
| Dream On (내꿈꿔)    | - Lanzado: 27 de noviembre del 2017 - Discográfica: Marbling E&M, Genie Music - Formato: CD, descarga digital Lista de canciones 1. Dream On (내꿈꿔) 2. Lalala (랄랄라) 3. Dream On (내꿈꿔) (Inst.) 4. Lalala (랄랄라) (Inst.)                 | 44                              |              |
| Grapes (포도포 도해) | - Lanzado: 12 de junio del 2018 - Discográfica: Marbling E&M, Genie Music - Formato: CD, descarga digital Lista de canciones 1. Grapes (포도포도해) 2. Responsibility (책임져) 3. Grapes (포도포도해) (Inst.) 4. Responsibility (책임져) (Inst.) | 36                              | - KOR: 1,399 |
| Paeonia (피오니아)   | - Lanzado: 13 de mayo del 2020 - Discográfica: Marbling E&M, Genie Music - Formato: CD, descarga digital | 33                              | - KOR: 1,947 |
| Re:Born              | - Lanzado: 27 de abril de 2022 - Discográfica: Marbling E&M, Genie Music - Formato: CD, descarga digital Lista de canciones 1. Futt (풋) 2. 아이야 3. 고장난 시계 4. Futt (풋) (inst.) 5. 아이야 (inst.) 6. 고장난 시계 (inst.)                  | -                               | -            |

### Singles
| Título                                                                            | Año  | Posición más alta en las listas | Posición más alta en las listas | Álbum         |
| Título                                                                            | Año  | KOR                             | KOR Hot                         | Álbum         |
| --------------------------------------------------------------------------------- | ---- | ------------------------------- | ------------------------------- | ------------- |
| "Dream On" (내꿈꿔)                                                               | 2017 | —                               | —                               | Dream On      |
| "Grapes" (포도포도해)                                                             | 2018 | —                               | —                               | Grapes        |
| "Pinky Promise" (핑키프로미스)                                                    | 2019 | —                               | 95                              | Pinky Promise |
| "Paeonia" (피오니아)                                                              | 2020 |                                 |                                 | Paeonia       |
| "Futt" (풋)                                                                       | 2022 |                                 |                                 | Re:Born       |
| "—" denota lanzamientos que no se registraron o no fueron lanzados en esa región. |      |                                 |                                 |               |

## Filmografía

### Vídeos musicales
| Año  | Título                       | Director(es)            |
| ---- | ---------------------------- | ----------------------- |
| 2017 | "Dream On"                   | Shindong (Super Junior) |
| 2017 | "Lalala"                     | Shindong (Super Junior) |
| 2018 | "Grapes"                     | Vlending                |
| 2018 | "Grapes (Choreography ver.)" | Shindong (Super Junior) |
| 2019 | "Pinky Promise"              | Vlending                |
| 2020 | "Paeonia"                    |                         |
| 2020 | "Cherry Blossom"             |                         |
| 2022 | "Futt"                       |                         |

## Premios y nominaciones

### Korea Brand Awards
| Año  | Nominado (a) | Premio                  | Resultado |
| ---- | ------------ | ----------------------- | --------- |
| 2018 | Busters      | Rookie femenino del año | Nominado  |

### Korea Culture Entertainment Awards
| Año  | Nominado (a) | Premio              | Resultado   |
| ---- | ------------ | ------------------- | ----------- |
| 2017 | Busters      | Rookie del año      | Ganador (a) |
| 2018 | Busters      | K-pop Singers Award | Ganador (a) |

### Korea Environment Culture Awards
| Año  | Nominado (a) | Premio                            | Resultado   |
| ---- | ------------ | --------------------------------- | ----------- |
| 2017 | Busters      | Global Asia Star Award in Culture | Ganador (a) |

### Korean Wave Awards
| Año  | Nominado (a) | Premio                                | Resultado   |
| ---- | ------------ | ------------------------------------- | ----------- |
| 2019 | Busters      | Rising Star Award for Popular Culture | Ganador (a) |